# Stabilia
Automobiles Stabilia war ein französischer Hersteller von Automobilen.

## Unternehmensgeschichte
Der Konstrukteur Vrard, der zuvor für Automobiles Léon Bollée und De Dion-Bouton tätig war, stellte bereits 1904 einen Prototyp her und präsentierte ihn auf dem Pariser Automobilsalon. 1907 gründete er das Unternehmen Automobiles Stabilia in Neuilly-sur-Seine zur Produktion von Automobilen. Der Markenname lautete Stabilia. 1911 erfolgte eine Umfirmierung in Giraldy et Vrard. Die Produktion fand nun in Neuilly und Asnières-sur-Seine statt. 1920 erfolgte eine erneute Umbenennung in Vrard et Cie und die Beschränkung auf den Produktionsort Asnières. 1930 endete die Produktion.

## Fahrzeuge
1904 entstand nur ein Prototyp. 1908 erschien das erste Serienmodell mit einem Vierzylindermotor und 2200 cm³ Hubraum. Bereits sehr früh verwendete Stabilia die Underslung-Bauart und senkte damit sowohl die Bodenfreiheit als auch den Fahrzeugschwerpunkt. Zwischen 1912 und 1914 gab es Modelle mit 1500 cm³, 1700 cm³ und 2700 cm³ Hubraum.
Typen ab 1919:
1919 fand noch keinerlei Automobilproduktion statt.
- 14 CV Gebaut 1920. Vierzylindermotor mit 2815 cm³ Hubraum (Bohrung × Hub 80 × 140 mm), Vierganggetriebe. Er wurde sehr rasch durch den 15CV ersetzt, der eine um 5 mm vergrößerte Bohrung hatte (Hubraum 3168 cm³). Der Radstand betrug wahlweise 2,85 oder 3,35 m. Der Typ wurde bis 1923 gebaut.
- 12/15 CV hatte 3016 cm³ Hubraum (Bohrung × Hub 80 × 150 mm); Das Fahrzeug besaß ein 4-Gang-Getriebe.[4]
- 11 CV Nachfolger des 15CV. Gebaut ab 1924 bis zum Ende der Firma, zumindest ab 1926 in ganz kleinen Stückzahlen. Vierzylindermotor mit rund 2 Litern Hubraum. Der Radstand betrug 3,25 m.
- 10 CV Gebaut ab 1924 bis zum Ende der Firma in ganz kleinen Stückzahlen. Vierzylindermotor von Altos, ab 1926 von CIME mit 1495 cm³ Hubraum. Der Radstand betrug 2,80 m[5].
- Achtzylinder: Erschien als letztes Modell 1930, Achtzylinder-Reihenmotor mit rund 1400 cm³ Hubraum, nur 1–2 Prototypen.

Ab 1927 wurde ein kleines Modell von Gobron in Lizenz gefertigt.